# Enid
Enid (walisisch [ˈɛ.nɪd]; englisch [ˈiː.nɪd]) ist ein überwiegend weiblicher Vorname.

## Herkunft und Bedeutung
Enid ist ein keltischer Vorname unbekannter Bedeutung und geht auf die Artussage zurück, wo Enid die Frau von Erec oder Gereint ist. Zuerst erschien der Name im 12. Jahrhundert in der französischen Erzählung Erec et Enide von Chrétien de Troyes.
Zur Namensbedeutung existieren verschiedene Theorien:
- walisisch enaid „Seele“, „Leben“, „Geist“[4][3][5]
- bretonisch Bro Wened, ein Gebiet, das dem Gebiet um das heutige Vannes in der Bretagne entspricht[4]
- keltisch „rein“, „wahr“, „unverfälscht“[4]
- weibliche Variante von Áedán, siehe Aidan[4]

## Verbreitung
Der Name verbreitete sich in der zweiten Hälfte des 19. Jahrhunderts, nachdem Alfred Tennyson sein Gedicht Enid (auch im Buch Idylls of the King) veröffentlichte.
In Großbritannien war der Name vor allem in den 1920er Jahren beliebt. Heute wird er nur noch selten vergeben. Im Jahr 2023 stand er in England und Wales auf Rang 941 der Vornamenscharts.
In Neuseeland zählte Enid zu Beginn des 20. Jahrhunderts zu den beliebtesten Mädchennamen. Im Jahr 1920 erreichte der Name mit Rang 64 seine höchste Platzierung. Seit 1928 fand er sich nicht mehr in der Top-100 der Vornamenscharts.
Auch in den USA wurde der Name vor allem im ausgehenden 19. und beginnenden 20. Jahrhundert vergeben, zählte jedoch nie zu den beliebtesten Mädchennamen. Als höchste Platzierung erreichte er im Jahr 1920 in den Vornamenscharts Rang 412. Im Jahr 1954 erreichte er zuletzt die Hitliste der 1000 meistgewählten Mädchennamen.
In Deutschland wird der Name nur ausgesprochen selten vergeben. Zwischen 2010 und 2024 erhielten nur etwa 100 Kinder Enid als ersten Vornamen.
In Albanien wird Enid als männlicher Vorname verwendet, kommt jedoch nur selten vor.

## Bekannte Namensträger

### Weiblicher Vorname
- Enid Bagnold (1889–1981), britische Schriftstellerin und Dramatikerin
- Enid Balint (1903–1994), britische Psychoanalytikerin und Sozialarbeiterin
- Enid Bennett (1893–1969), australisch-amerikanische Theater- und Filmschauspielerin
- Enid Blyton (1897–1968), britische Kinderbuchautorin
- Enid Greene (* 1958), US-amerikanische Politikerin
- Enid A. Haupt (1906–2005), US-amerikanische Philanthropin
- Enid Lyons (1897–1981), australische Politikerin
- Enid Markey (1894–1981), US-amerikanische Schauspielerin
- Enid Michael (1883–1966), US-amerikanische Naturforscherin
- Enid Starkie (1897–1970), irische Romanistin und Literaturwissenschaftlerin, die in England als Hochschullehrerin wirkte
- Enid Szánthó, ungarische Opernsängerin (Alt)
- Enid Yandell (1869–1934), US-amerikanische Bildhauerin

### Männlicher Vorname
- Enid Tahirović (* 1972), bosnischer Handballspieler